# Dores do Paraibuna
Dores do Paraibuna é um distrito do munícipio de Santos Dumont, estado de Minas Gerais.
Situa-se a cerca de 8 km do centro de Santos Dumont, ligado por estrada não pavimentada. Possui cerca de 2.000 habitantes.  Fica nas proximidades da nascente do Rio Paraibuna.
Historicamente ligado ao distrito de Curral Novo, do município vizinho de Antônio Carlos (MG), o distrito de Dores do Paraibuna foi criado em setembro de 1878, vinculada à então freguesia de João Gomes (hoje Santos Dumont) no então município de Barbacena. Seu território consistia em terras de fazendeiros da região tais como José Dias Pires, Antônio Ferreira da Costa, Júlio Dias Pires dentre outros. Em 1884 foi construída a Igreja de Nossa Senhora das Dores.
Na década de 1950, foi projetada a Barragem de Chapéu D'Uvas, visando a suprimir Juiz de Fora de água potável. Contudo esta obra somente foi concluída em 1994, o que acarretou o represamento das águas do Rio Paraibuna e consequente submersão da antiga vila de Dores. Os moradores foram removidos para uma nova vila que foi construída, denominada "Nova Dores", a 2 km da antiga. 
Da antiga vila, atualmente somente restou as ruínas da antiga Igreja e antigo cemitério. O local é visitado para turismo rural.
1. ↑  «A Actualidade : orgão do Partido Liberal (MG) - 1878 a 1881 - DocReader Web». memoria.bn.br. Consultado em 17 de junho de 2022
2. ↑  Comunicacao - 2019, Futuro. «Cesama - água é vida | Companhia de Saneamento Municipal - Juiz de Fora MG». Cesama - água é vida | Companhia de Saneamento Municipal - Juiz de Fora MG. Consultado em 17 de junho de 2022
3. ↑  «(Nova) Dores do Paraibuna». Consultado em 17 de junho de 2022